# Мистер и миссис Бридж
«Мистер и миссис Бридж» (англ. Mr. & Mrs. Bridge) — кинофильм режиссёра Джеймс Айвори, вышедший на экраны в 1990 году. Лента основана на нескольких романах Эвана Коннелла.

## Сюжет
Это история традиционной семьи, живущей в Канзас-Сити, штат Миссури, и состоящей из пяти членов: родителей и их трёх детей. Отец, мистер Бридж, работает адвокатом и придерживается строго консервативных взглядов на мир и общество и свято дорожит ими. Взрослеющие же дети сопротивляются идеалам отца, давая понять, что у них уже есть свой собственный, более современный взгляд на окружающий их мир. Мать, обычная домохозяйка, пытается примирить мужа, не желающего даже прислушиваться к мнению остальных, и своих неуступчивых детей.

## В ролях
- Пол Ньюман — Уолтер Бридж
- Джоан Вудворд — Индиа Бридж, жена Уолтера
- Кира Седжвик — Рут Бридж, дочь Уолтера и Индии
- Маргарет Уэлш — Кэролин Бридж, дочь Уолтера и Индии
- Роберт Шон Леонард — Дуглас Бридж, сын Уолтера и Индии
- Джон Белл — Дуглас Бридж (в детстве)
- Сондра Макклейн — Харриет, служанка
- Саймон Кэллоу — доктор Алекс Зауэр
- Блайт Даннер — Грейс Баррон
- Остин Пендлтон — мистер Гэдбери
- Гейл Гарнетт — Мейбл Онг
- Маркус Джаматти — Джил Дэвис

## Награды и номинации
Список номинаций приведён в соответствии с данными IMDb.

### Награды
| Год  | Событие                                | Номинация                      | Награждённый        |
| ---- | -------------------------------------- | ------------------------------ | ------------------- |
| 1990 | Премия Кружка кинокритиков Нью-Йорка   | Лучшая женская роль            | Джоан Вудворд       |
| 1990 | Премия Кружка кинокритиков Нью-Йорка   | Лучший сценарий                | Рут Правер Джабвала |
| 1990 | Венецианский кинофестиваль             | Приз Пасинетти за лучший фильм | Джеймс Айвори       |
| 1991 | Премия Кружка кинокритиков Канзас-Сити | Лучшая женская роль            | Джоан Вудворд       |

### Номинации
| Год  | Событие                         | Номинация                   | Номинант      |
| ---- | ------------------------------- | --------------------------- | ------------- |
| 1991 | Кинопремия «Оскар»              | Лучшая женская роль         | Джоан Вудворд |
| 1991 | Кинопремия «Золотой глобус»     | Лучшая женская роль — драма | Джоан Вудворд |
| 1991 | Кинопремия «Независимый дух»    | Лучшая женская роль         | Джоан Вудворд |
| 1991 | Кинопремия «Давид ди Донателло» | Лучшая зарубежная актриса   | Джоан Вудворд |